# 宝山乡 (万安县)
宝山乡，是中华人民共和国江西省吉安市万安县下辖的一个乡镇级行政单位。

## 行政区划
宝山乡下辖以下地区：
宝山乡社区、宝山村、龙上村、水南村、黄塘村、狮岩村、石龙村、安长村和东坪村。